# Revolución de Veintemilla
La revolución de Veintemilla fue un conflicto civil ecuatoriano que enfrentó a conservadores y liberales por el gobierno de la República del Ecuador.

## Antecedentes

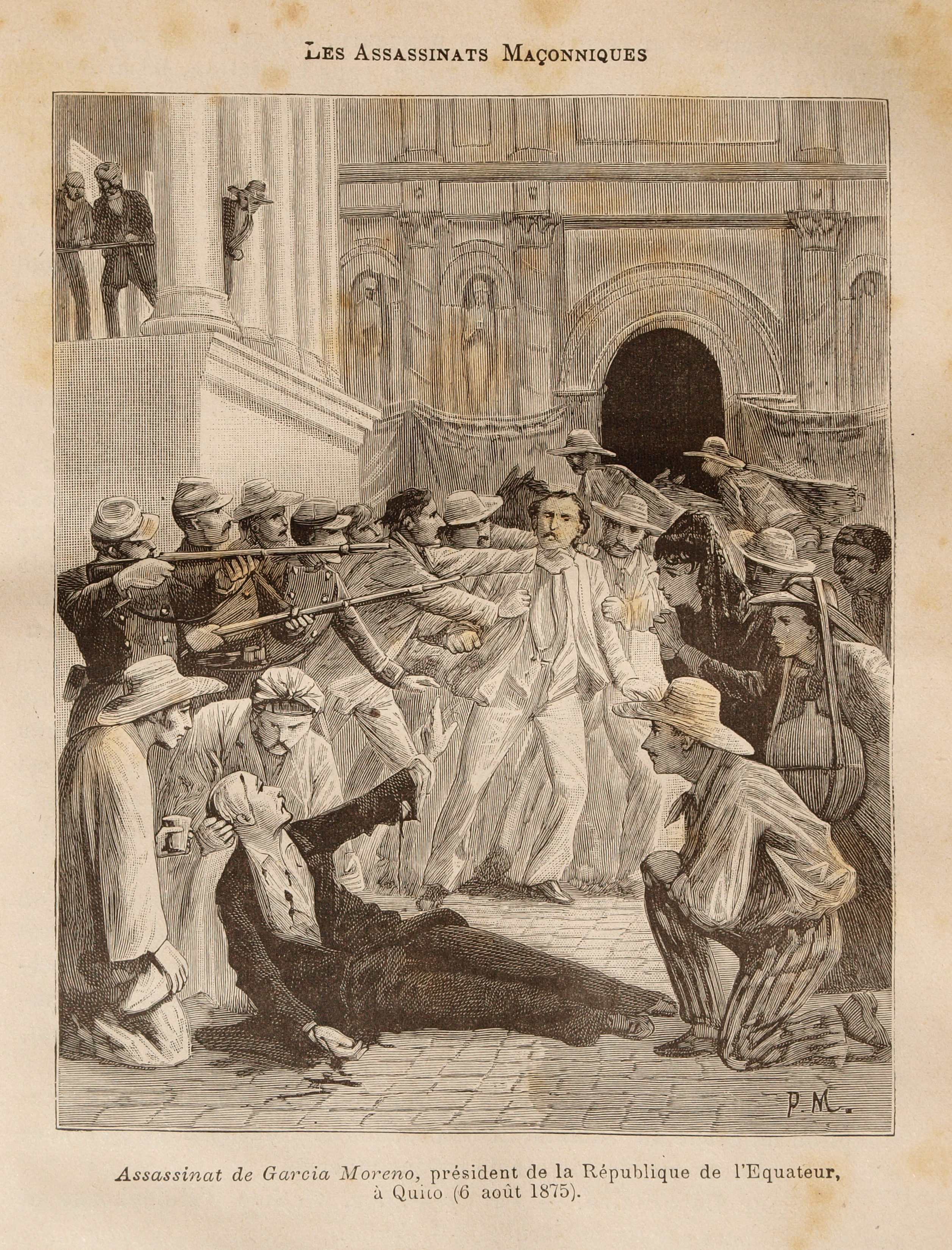
El asesinato de Gabriel García Moreno, con dibujo de Pierre Méjanel y grabado por François Pannemaker. Este trabajo ilustró la sección sobre «asesinatos masónicos» de la obra Les Mystères de la Franc-Maçonnerie (París, 1886) de Léo Taxil, escritor francés de tendencia anticlerical y antimasónica.

El asesinato del presidente Gabriel García Moreno (1861-1865/1869-1875) el 6 de agosto de 1875 terminó con la época de dominio conservador e inició un nuevo período en el cual se buscaría suavizar estas políticas en medio de las disputas entre el conservadurismo y el liberalismo. Antonio Borrero Cortázar era el nuevo presidente y optó por una política de centro, que más tarde se la conocería como progresismo, que inició un aumento de libertades pero no derogó la "Carta Negra", una de las constituciones menos apreciadas de la historia del país junto con la "Carta de la Esclavitud" del presidente Juan José Flores (1830-1834/1839-1845). Esta actitud del presidente llevará a que los liberales radicales se opongan a su gobierno.
El general Ignacio de Veintemilla era un amigo de Ramón Borrero, hermano del presidente, quien consiguió la Comandancia General de la plaza de Guayaquil. En ese cargo descubrió una conspiración del general Secundino Darquea y de los Jefes 1° y 2° del Cuartel de Artillería, a quienes desterró a Lima; pero el presidente creyó que se trataba de una venganza por el asesinato de José de Veintemilla perpetrado por Darquea, enviando un mensaje a Ignacio acusándolo directamente de realizar este acto.
En este clima, el general se indignó y desde entonces conspiró con los jóvenes liberales Miguel Valverde, Marco Alfaro y Nicolás Infante Díaz, que se sentían frustrados porque Borrero no derogaba la Constitución garciana.

## Acontecimientos

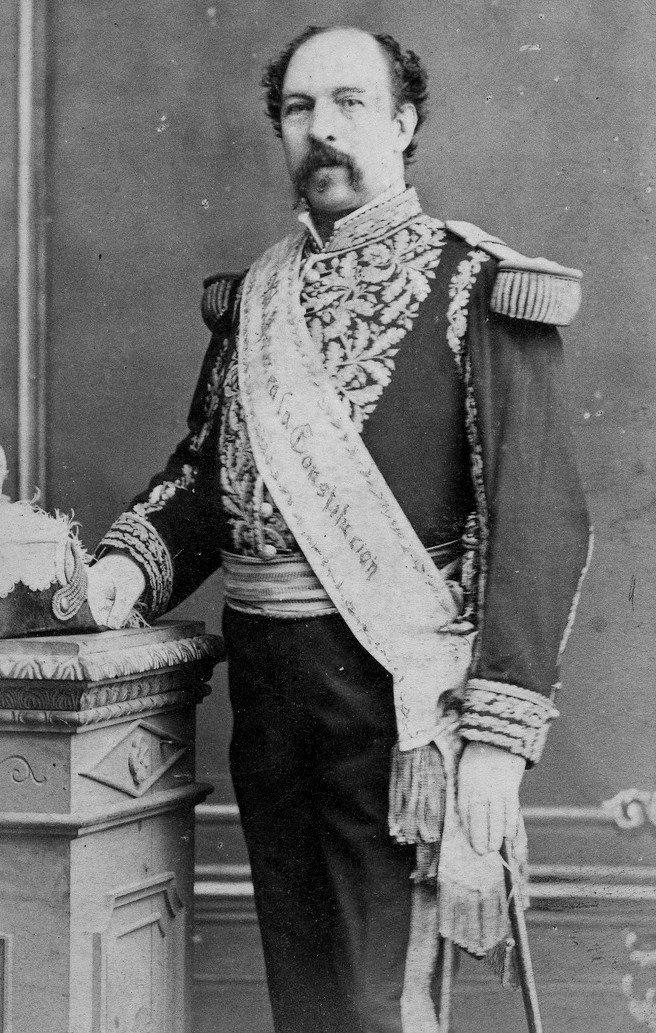
Fotografía oficial del general Ignacio de Veintemilla como Presidente Constitucional de la República del Ecuador.

El 8 de septiembre de 1876, estalló la revolución en Guayaquil. Ignacio de Veintemilla estaba encerrado en el cuartel con los batallones y la caballería. El Concejo Cantonal presidido por José Vélez e integrado por Gabriel Murillo, Eduardo Wright Rico, Homero Morla, Luis Felipe Carbo, etc. en la Sala de Sesiones resolvió proclamar a Veintemilla, Jefe Supremo y General en Jefe de los ejércitos de la República hasta que se convocara a una asamblea constituyente para que gobierne "bajo los verdaderos principios de la causa liberal".
También se acordó el cambio de la bandera tricolor por la celeste y blanca. Esta última decisión fue tomada dentro de un pensamiento nacionalista del liberalismo donde consideraba los colores de las banderas de la Provincia Libre de Guayaquil y de la Época marcista, como los que identificaban a la nación a diferencia de los colores de la Gran Colombia, que los declararon como impuestos por Simón Bolívar.
Poco después designaba Ministro General a Pedro Carbo. Mientras esto sucedía, Babahoyo era tomada en nombre Veintimilla por el expresidente Francisco Robles (1856-1859) y el presidente Antonio Borrero recibió cierto apoyo de los conservadores que buscaban impedir el avance de las tropas revolucionarias.
Entre septiembre y diciembre, adquirió material bélico muy moderno de Estados Unidos, los afamados rifles de repetición Remington, antes no conocidos en Ecuador. Con el expresidente José María Urbina (1852-1856), recién llegado del exilio desde Lima, comenzó el avance a la Sierra. Veintemilla tomó con pocas fuerzas Guaranda, que desocupó el general Julio Sáenz dejando una corta guarnición; Urbina avanzó con 2000 hombres por Alausi, amagando sobre Riobamba.
El 14 de diciembre de 1876, se encontraron ambos ejércitos. Veintemilla triunfó fácilmente en la loma de los Molinos, mientras Urbina batía en la quebrada de Galte al ejército de Sáenz. Hubo casi 1000 muertos. El 26 de diciembre de 1876 entraron los vencedores en la capital del Ecuador (Quito) iniciando la dictadura de Ignacio de Veintemilla.

## Consecuencias
El expresidente Antonio Borrero fue encarcelado y luego desterrado a la República del Perú por órdenes del dictador Veintemilla.
Ignacio de Veintemilla es elegido Presidente Constitucional del Ecuador por la 9º Asamblea Constituyente reunida en Ambato el 21 de abril de 1878 y es expedida la nueva Constitución de 1878 quedando derogada la Carta Negra.
Las sociedades masónicas establecidas en el territorio ecuatoriano que habían sido proscriptas del país por el presidente Gabriel García Moreno y los conservadores, regresaron a funcionar con absoluta libertad.
El nuevo gobierno será acusado de no mantener su palabra pues, además continuar usando la tricolor grancolombiana, inició un período de represión que hizo que personajes de ideología liberal se fueran alejando del gobierno, convirtiéndose en un enemigo común entre conservadores y liberales por sus agresiones tanto a la Iglesia católica como a las libertades.